# Sidney H. Haughton
Sidney Henry Haughton FRS (Bethnal Green, 7 mei 1888 - Pretoria, 24 mei 1982) was een in Engeland geboren Zuid-Afrikaanse paleontoloog en geoloog, vooral bekend om zijn beschrijving van de sauropodomorfe dinosauriër Melanorosaurus in 1924, en zijn werk aan de geologie van de Witwatersrand.
Haughton werd geboren op 7 mei 1888 in Bethnal Green, Londen. Hij was de oudste van drie kinderen van Henry Charles Haughton en Alice Aves.
Tijdens de Eerste Wereldoorlog nam Haughton dienst bij het Royal Army Medical Corps, werd hij uitgezonden naar Egypte en vervolgens naar India, waar hij malaria opliep, wat leidde tot zijn ontslag uit het leger.
Hij werd verkozen tot Fellow van de Royal Society in 1961. Zijn kandidatuurcitaat luidde: "Ere-directeur van Bernard Price Institute for Palaeontological Research, Witwatersrand University; voorheen directeur van de Geological Survey of South Africa en Chief Geologist, South Africa Atomic Energy Board. De eminente levende autoriteit op het gebied van de geologie van Zuid-Afrika. Onderscheiden voor de waarde van en het brede scala aan bijdragen aan de geologie van zuidelijk en centraal Afrika, vooral op het gebied van paleozoölogie, stratigrafie en economische geologie. Alleen al aan de systematische studie van reptielen uit de Karoosupergroep heeft hij 37 artikelen gewijd; andere onderzoeken bevatten weekdieren, vissen, amfibieën en zoogdieren. Coördineert momenteel geologische studies in heel Afrika ten zuiden van de Sahara. De lijst van 106 publicaties is bijgevoegd". 
Het werk van Haughton over Zuid-Afrikaanse geologie bereikte in 1964 zijn hoogtepunt met de publicatie van Gold Deposits of the Witwatersrand Basin: The Geology of Some Ore Deposits of Southern Africa, Volume 1, een verzameling van achttien artikelen over de geologie van Witwatersrand.

## Publicaties
- The stratigraphic history of Africa south of the Sahara
- The geology of the country around Mossel bay, Cape Province - (Government Printer, 1937)
- The geology of portion of the coastal belt near the Gamtoos valley, Cape Province - (Printed in the Union of South Africa by the Government Printer, 1937)
- Results of an investigation into the possible presence of oil in Karroo rocks in parts of the Union of South Africa - (Dept. of Mines, 1953)
- Geological history of Southern Africa - (Geological Society of South Africa, 1969)
- Trans-Karroo excursion - (printed by the Natal witness, 1970)
- The Australopithecine fossils of Africa and their geological setting - Witwaterstrand University Press/Institute for the Study of Man in Africa, 1964)
- The stratigraphic history of Africa south of the Sahara - (Hafner Pub. Co., 1963)
- The stratigraphic history of Africa south of the Sahara - (Oliver & Boyd, 1963)
- The geology of some ore deposits in southern Africa - (Geological Society of South Africa, 1964)